# Благовещение (картина фра Анджелико, Прадо)
«Благовещение» — самая известная из нескольких работ, написанных фра Беато Анжелико на тему явления архангела Гавриила деве Марии. В настоящий момент находится в экспозиции Прадо.

## История произведения
- Ок. 1426 года[2] (по другим источникам, в 1430—1432): была написана для церкви Санто Доминго де Фьезоле (Santo Domingo de Fiesole), вблизи Флоренции.
- 1611 год: оказалась в Испании. Герцог Марио Фарнезе приобрёл картину для герцога Лермы. Последний распорядился поместить её в церкви Сан Доминго в Вальядолиде[3].
- Работа попала в мадридский монастырь Дескальсас Реалес.
- 1861 год: передана в Прадо[3].

## Иконография
«Благовещение» представляет собой картину (алтарный образ) в резной позолоченной раме в рост человека, написанную темперой на деревянной доске. Её центральная часть изображает собственно сцену Благовещения , а нижняя содержит пять небольших сопутствующих сюжетов из жизни Девы Марии.

### Центральная панель
С помощью архитектурных элементов центральная панель зрительно делится на три примерно равные части. Справа изображена дева Мария, сидящая в открытом портике, выходящем в сад. Перед ней (в центре) склоняется архангел. Два этих действующих лица визуально разделены колонной (приём, традиционный для иконографии Благовещения). В перспективной глубине виден вход в комнату Марии. Подобную схему с помещением фигур Марии и ангела в архитектурные арки фра Анжелико будет использовать ещё в трёх своих композициях на ту же тему.
В скульптурном медальоне над центральной колонной находится изображение Бога-Отца.
Левую треть композиции занимает изображение сада — Эдема со сценой Изгнания из рая. Архангел Михаил изгоняет из рая Адама и Еву после грехопадения. Соединение двух этих библейских эпизодов — ветхо- и новозаветного — встречается нечасто и является характерной чертой данного произведения. Оно имеет глубокое богословское обоснование: вдали изображены последствия грехопадения, в то время как на первом плане изображается зачатие Иисуса Христа, рождение и смерть на кресте которого послужит искуплением роду человеческому за первородный грех. Мария, таким образом, трактуется как «новая Ева», свободная от недостатков прародительницы.

### Пределла
Пределла (нижняя часть) алтарного образа содержит 5 небольших изображений:
1. Рождество Богоматери и Обручение Богоматери
2. Встреча Марии и Елизаветы
3. Поклонение волхвов
4. Принесение во храм
5. Успение